# Північно-Чеський буровугільний басейн
Північно-Чеський буровугільний басейн — найбільший у Чехії вугільний басейн з видобутку бурого вугілля. Розташований у районі Рудних гір. Довжина 65 км, ширина від 1 до 26 км. Запаси 9,3 млрд т; шість шахт, 12 кар’єрів. Потужність пласта від 1 до 65 м. Видобуток — 70 млн т вугілля за рік.